# Iamalie
La Iamalie ou district autonome de Iamalo-Nénétsie (en russe : Ямало-Ненецкий автономный округ, Iamalo-Nenetski avtonomny okroug ; en nénètse : Ямалы-Ненёцие автономной ӈокрук) est un sujet fédéral de Russie. Elle est un district autonome de l'oblast de Tioumen, et son centre administratif est la ville de Salekhard. Rosstat lui attribue le code 71140, et son code d'immatriculation est 89. Les langues officielles sont le russe et le nénètse.
Située en région arctique et au nord de la plaine de Sibérie occidentale, la moitié de son territoire se situe au-delà du cercle polaire arctique. Le climat de la Iamalie est rude, et le territoire est baigné par la mer de Kara. Son histoire commence il y a au moins 40 000 ans au Paléolithique supérieur. Les Khantys et les Nénétses sont mentionnées pour la première fois au XIe siècle dans des textes, et à la fin du Moyen Âge, la république de Novgorod pousse de plus en plus loin dans les terres. La Grande-principauté de Moscou reprend les conquêtes novgorodiennes en menant plusieurs expéditions à la fin du XVe siècle. Vers la fin du XVIe siècle, les Russes soumettent la majeure partie du bassin inférieur de l'Ob. Ils fondent alors les premières localités russes de la région, avec Obdorsk en 1595 puis la colonie de marchands de Mangazeïa en 1601. Plusieurs géographes essayent de cartographier la région, mais il faut attendre l'expédition du détachement Dvina-Ob de la Grande expédition du Nord au milieu du XVIIIe siècle pour que cela soit fait. La région reste longtemps en périphérie de la Russie, jusqu'à la découverte de gisements d'hydrocarbures au milieu du XXe siècle, permettant un développement rapide de la région.
En 2023, sa population s'élevait à 512 387 habitants, pour la grande majorité urbaine. La région renferme 80 % des réserves de gaz et 12 % des réserves de pétrole disponibles de Russie. Le secteur des hydrocarbures représente plus de 70 % du PIB régional, conférant à la région une importante richesse. Cinquième région russe par PIB régional, c'est la deuxième en PIB par habitant, avec un niveau dix fois supérieur à la moyenne russe. Novatek et Yamal LNG, deux géants pétroliers, siègent dans le district autonome. Plusieurs aires protégées se trouvent sur le territoire, avec la réserve naturelle du Haut-Taz et celle de l'Oural polaire.

## Géographie

### Situation

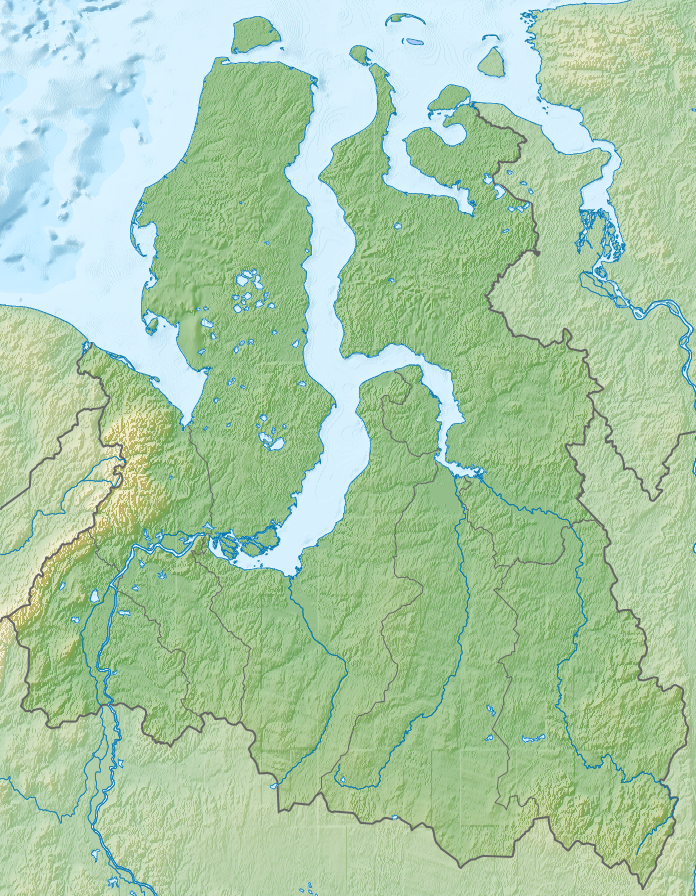
Carte topographique du district autonome.

Couvrant une superficie de  769 250 km2, le district autonome de Iamalo-Nénétsie occupe une superficie équivalente à 1,4 fois la superficie de la France métropolitaine. Le district est un des 89 sujets de la fédération de Russie, et se situe essentiellement en Sibérie, dans la région arctique, bien que possédant une petite partie (environ 6 800 km2) au nord-nord-ouest des monts Oural, et par conséquent en Russie européenne naturelle. La Iamalie compose 42 % du district fédéral de l'Oural, soit le premier sujet du district. La moitié de sa superficie se situe au-delà du cercle polaire arctique. La province borde à l'ouest le district autonome des Nenets qui dépend de l'oblast d'Arkhangelsk, au sud-ouest la république des Komis. Au sud, la Iamalie est limitrophe du district autonome de Khantys-Mansis et à l'est du kraï de Krasnoïarsk.
Se situant dans la partie nord de la plaine de Sibérie occidentale, la Iamalie s'étire sur 1 150 km dans le sens latitudinal et sur 1 130 km d'ouest en est. Son littoral s'étend sur 900 km, il est baigné par la mer de Kara. Son territoire comprend trois péninsules, avec celle de Yamal, celle du Taz et celle de Gydan. Sur le plateau continental de la mer de Kara se trouvent plusieurs îles, parmi lesquelles l'île Bely, Chokalski, Neupokoev, Oleni et  Vilkitski.

Le district autonome se situe entre le 62e parallèle nord et le 72e parallèle nord pour la partie continentale, avec comme point le plus sepentrional le nord de la péninsule de Yamal et le plus au sud la source de la rivière Etypour. En prenant en compte les îles, le point le plus septentrional est l'île Vilkitski au 75e parallèle nord. Par ailleurs, il est positionné entre le 62e méridien est et le 86e méridien est. Le point le plus occidental se trouve à la source de la rivière Kolokol dans l'Oural, et le plus oriental se situe dans le raïon de Krasnoselkoup.

Paysages du district autonome :
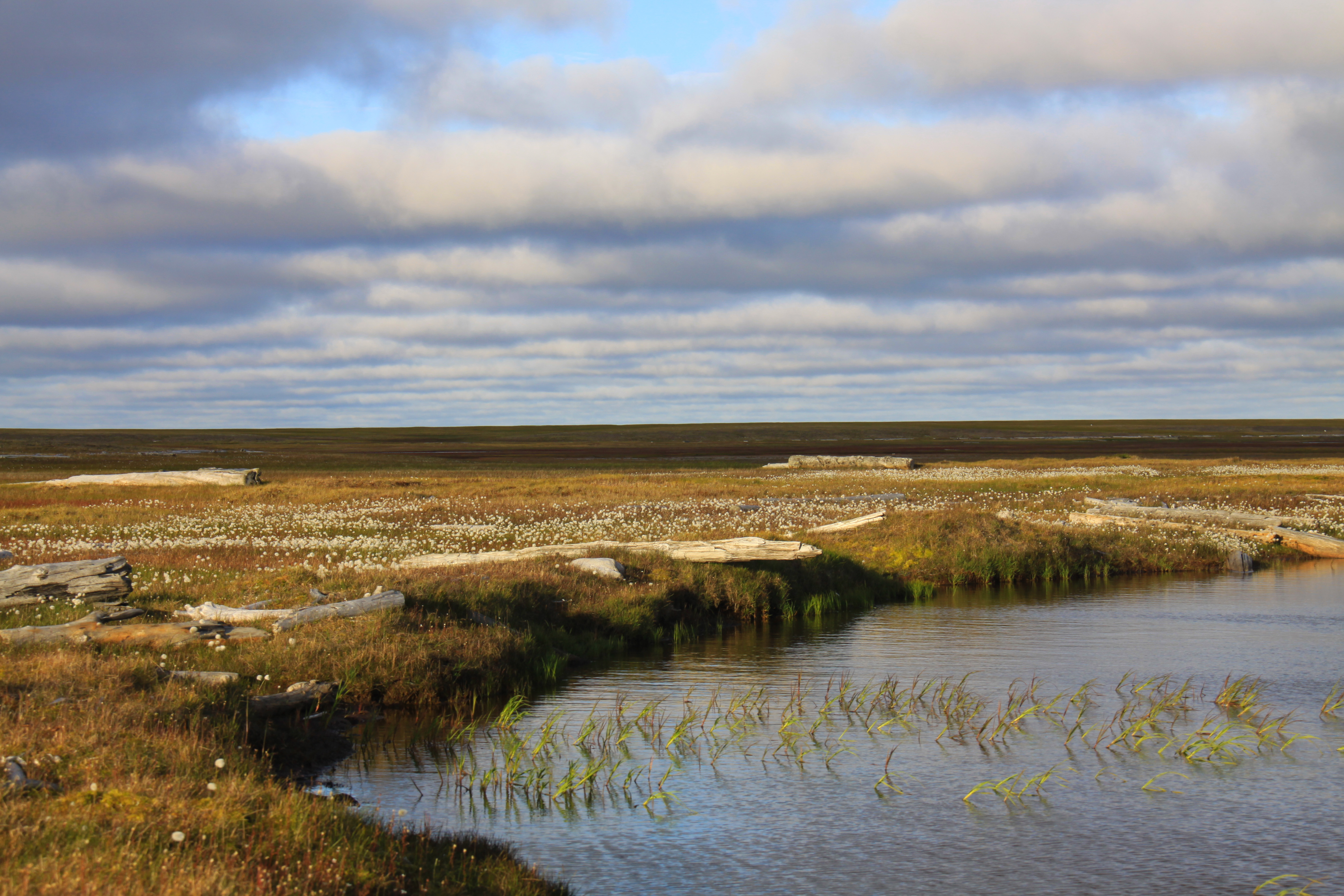
Île Chokalski.
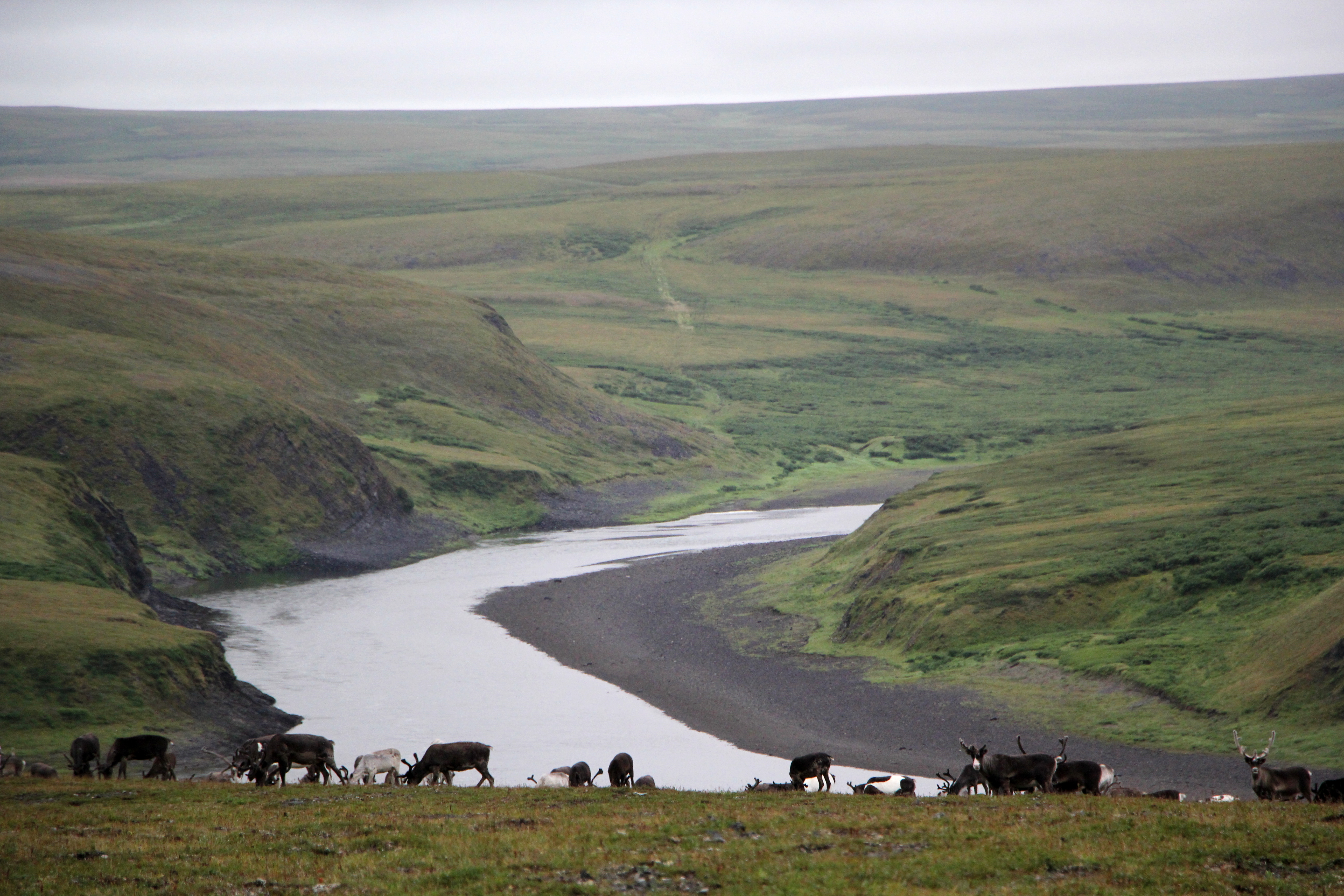
Fleuve Kara.
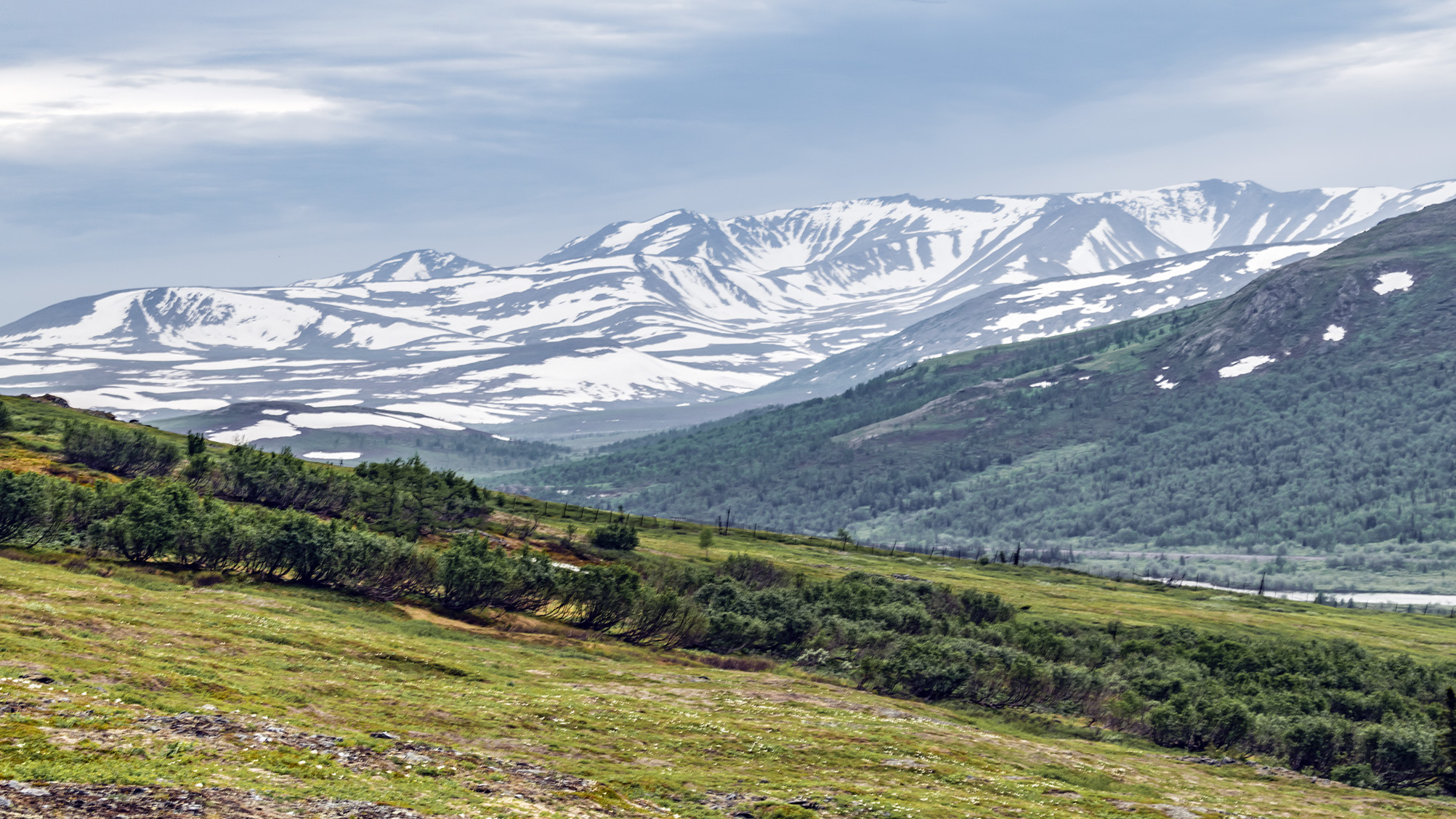
L'Oural polaire.
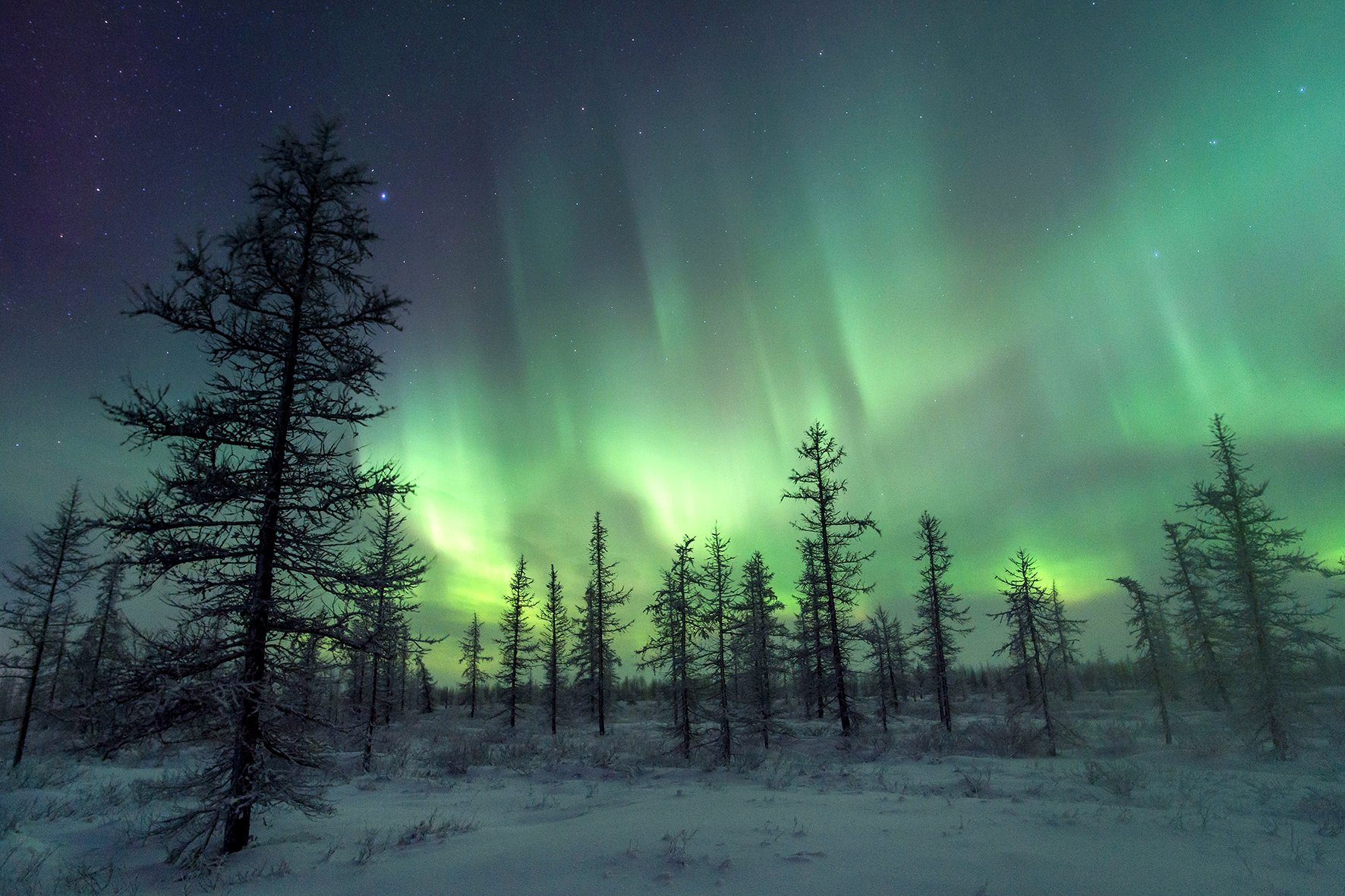
Aurore boréale près de Novy Ourengoï.

### Topographie
Le territoire est en grande partie constitué par de la plaine que recouvre la toundra ou la taïga toundra. Les lacs et les marécages sont nombreux. À l'ouest s'étirent sur une distance de 200 km les montagnes de l'Oural qui culminent à une altitude voisine de 1 500 mètres.

### Hydrographie
Le réseau hydrographique du district comprend environ 50 000 rivières, ruisseaux et canaux et appartient au bassin de la mer de Kara. 89,6 % des cours d'eau de Iamalie sont inférieures en longueur de 10 km, tandis que 230 rivières ont une longueur supérieure à 100 km, dont 222 appartiennent à la catégorie moyenne (de 100 à 500 km). Les cours d'eau les plus longs (500 km ou plus) sont l'Ob, le Taz, le Pour, le Piakoupour, l'Aïvassedapour, le Nadym, le Polouï et la Chtchoutchia. L'Ob est par ailleurs l'un des plus grands fleuves du monde.
La Iamalie compte plus de 300 000 lacs sur son territoire, avec une superficie totale d'environ 1,5 million hectares. Ils sont de tous type, d'origine tectonique, glaciaire, des lagunes entre autres. Les plus grands d'entre eux sont : Varchaty, Piakouto, Neïto, Chtchouchié, Iarato, Iambouto, Nembouto, les lacs du Diable, Tchasselskoïe, Seïmouto, etc.

### Climat
Le climat de district est différent selon les zones, avec les zones climatiques polaires (toundras), subarctique (climat de la toundra forestière) et tempérée (climat de la taïga). La température annuelle moyenne de l’air s'élevait à −3,5 °C en 2022. Les précipitations totales cette année-là ont été de 385 mm, soit 84 % de la norme 1991-2020.

## Urbanisme

### Voies de communication et transports
Fin 2022, selon Rosstat, la longueur totale des voies publiques dans le district est de 3 019,3 km, dont 1 475,7 km de routes d'importance régionale et 1 543,6 km de routes d'importance locale (il n'y a aucune route fédérale). La longueur des routes à revêtement dur est de 2 800,8 km (92,8 % du total), tandis que la densité des voies publiques est de 3,6 km / 10 000 km2 dans l'oblast.
Fin 2022, selon Rosstat, le district possède 480,9 km de voies ferrées, et la densité du réseau ferré est de 6 km / 10 000 km2.
La région compte 10 aéroports : Salekhard, Novy Ourengoï, Nadym, Noyabrsk, Tarko-Sale, Ourengoï, Tolka, Iamburg, Bovanenkovo et Sabetta.

### Répartition des terres
La répartion des terres selon le rapport d'État « Sur l'état et la protection de l'environnement de la fédération de Russie en 2022 » du ministère des ressources naturelles et de l'environnement russe est, selon les catégories du code foncier russe, la suivante:
| Répartition                                  | 2022 (km2) | 2022 (%) |
| -------------------------------------------- | ---------- | -------- |
| Terres agricoles                             | 304 846    | 39,6     |
| Terres des localités                         | 2 126      | 0.3      |
| Terres d'industrie et autres fins spéciales  | 2 584      | 0,3      |
| Terres de territoires et des objets protégés | 15 095     | 2.0      |
| Terres du fonds forestier                    | 316 855    | 41.2     |
| Terres du fonds aquatique                    | 78 143     | 10.2     |
| Terres de réserve                            | 49 601     | 6.4      |
| Total                                        | 769 250    | 100      |

## Histoire

### Préhistoire

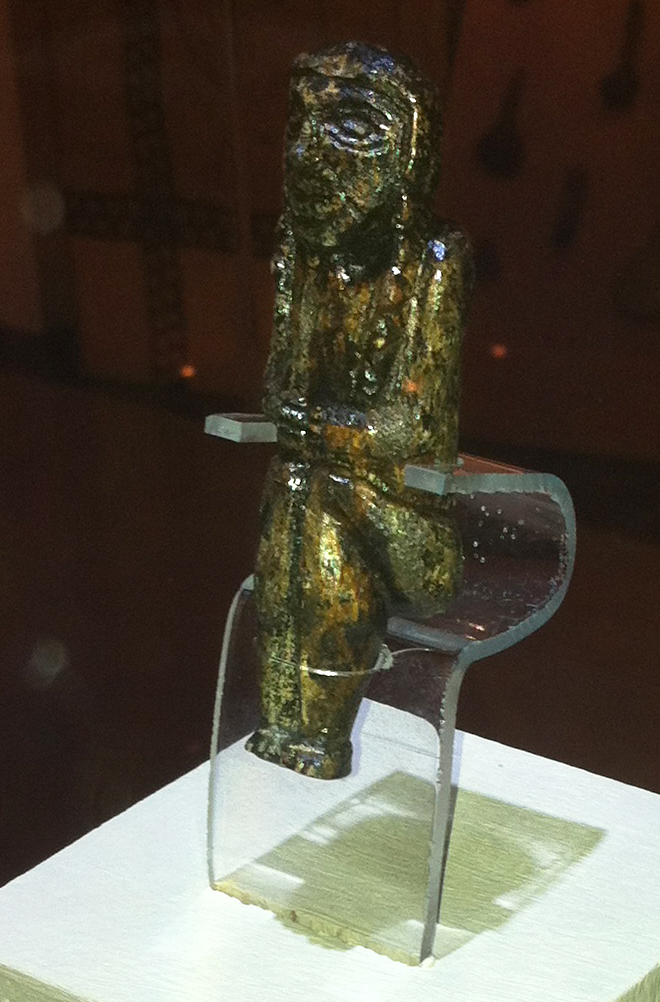
Figure d'homme réalisée à partir de corne de renne. Sanctuaire d'Oust-Polouï, Ier siècle av. J.-C..

Les traces de présence humaine dans le cours inférieur de l'Ob remontent au début du Paléolithique supérieur (il y a 40 000 ans). Le site préhistorique d'Oust-Polouï, situé sur le territoire de la ville moderne de Salekhard, a été découvert dans les années 1930. Ce site était un sanctuaire datant environ du Ier siècle av. J.-C. au IIe siècle, et appartenant à la culture de Koulaï. À cette époque, il faisait beaucoup plus chaud dans la région avec une vaste couverture forestière selon les artéfacts du site, avec un climat propice à l'agriculture. À la date de 2015, plus de 7 000 objets ont été découverts sur ce site, entre céramiques, bijoux, pointes de flèches, parties d'arcs, objets ornementés en bois et en écorce de bouleau, squelettes d'animaux, etc,. Il est le centre de travail du fer le plus septentrional d'Eurasie.

### Moyen Âge etXVIesiècle
La première mention du territoire et des peuples autochtones habitant ces terres, les Khantys et les Nénétses, remonte au XIe siècle.
Au Moyen Âge furent réalisées les premières descriptions géographiques de la côte continentale du nord de la Sibérie occidentale par des marins russes. Ils embarquaient sur des kochs sur les rives de la mer de Barents afin de soumettre les peuples autochtones et de le faire payer le iassak. Les campagnes des escouandes de Novgorod jouèrent un rôle notable à cet égard, ayant été les premiers à explorer la route de la Petchora au-delà des montagnes de l'Oural. Afin de renforcer leur position en pays de Petchora et en Iougra, ils firent ses campagnes à plusieurs reprises au XIIIe siècle. Toutefois, les princes de Rostov firent obstacles aux novgorodiens lorsqu'ils fondèrent Veliki Oustioug en 1218 (dans l'actuel oblast de Vologda). Dès lors, les campagnes en Iamalie et en Iougra furent reprises par la Grande-principauté de Moscou. Vers la fin du XVe siècle, les Pomors, à la recherches de fourrures, organisèrent des campagnes dans les « terres Ostiaks » (nom de la Iamalie à l'époque) au-delà de l'Oural en 1445, 1465, 1483 et surtout en 1499-1500.
Dans la première moitié du XVe siècle, la route maritime de Mangazeïa des Pomors, se développa et joua un rôle majeur pour le développement le Sibérie occidentale septentrionale. Les terres Ostiaks devinrent progressivement partie intégrante de la Russie. Ces campagnes permirent la découverte du cours inférieur du fleuve Ob ainsi qu'une partie des montagnes de l'Oural. Les collecteurs d'impôts venaient de Moscou vers le territoire du nord-ouest de la Sibérie, y compris la Iamalie. À cette époque, les cartographes russes et européens tentèrent à plusieurs reprises de cartographier le fleuve Ob. Celui-ci fut pour la première fois en Europe occidentale représenté sur une carte en 1542 par l'oberweselien Anthonius Wied. Ensuite, Sigismund von Herberstein (1546, 1549), Gérard Mercator (1554) et Richard Johnson (1562) (et Anthony Jenkinson) firent apparaître l'Ob et les territoires adjacents sur leurs cartes respectives.

### Tsarat et empire russe

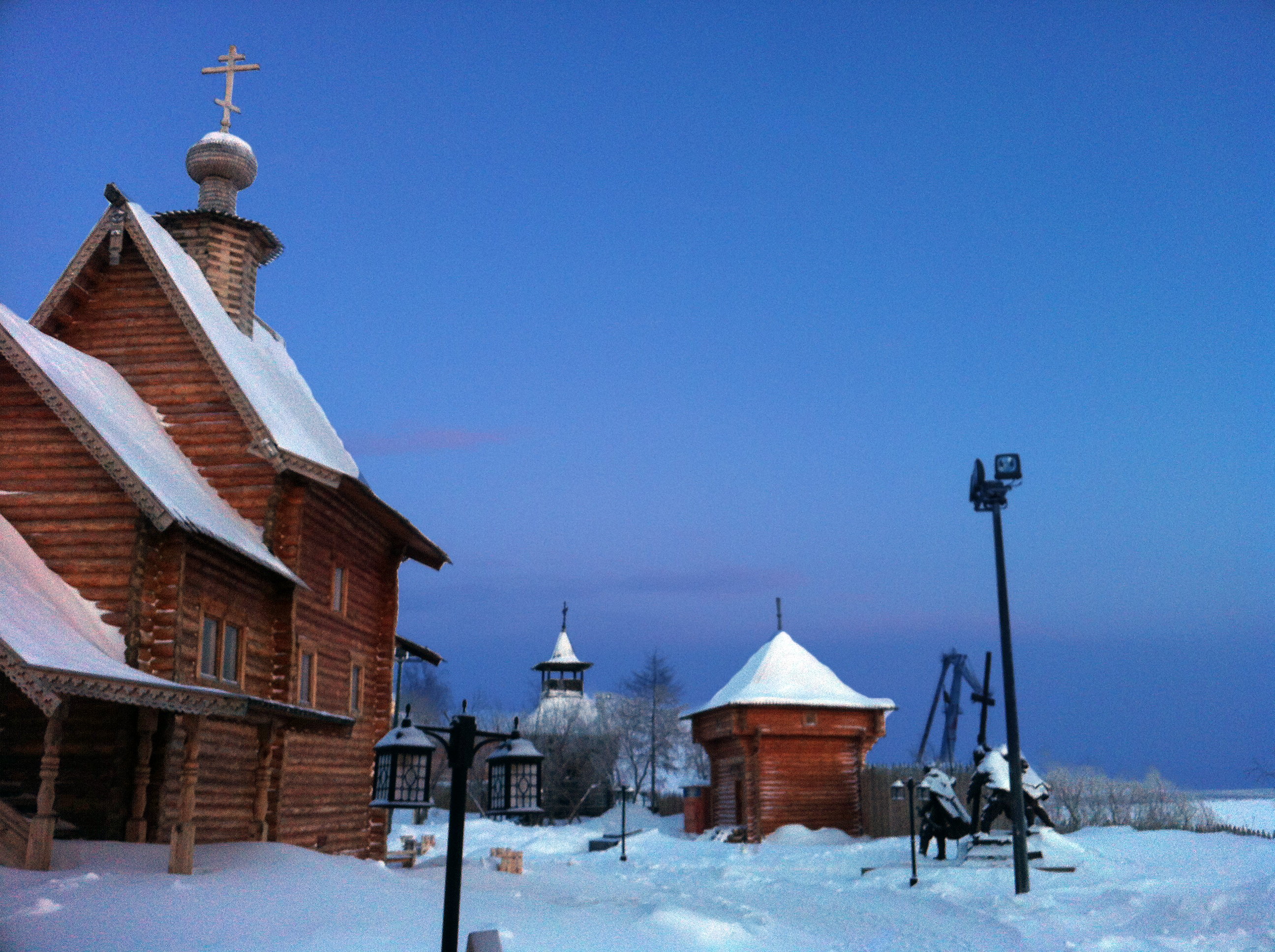
Ostrog d'Obdorsk.

Vers la fin du XVIe siècle, les Russes avaient soumis la majeure partie du bassin inférieur de l'Ob. Ils maîtrisaient aussi la route Kazymo-Nadym sur le fleuve Taz. Les premières localités russes apparaissent à cette époque, avec la fondation d'Obdorsk en 1595 (aujourd'hui nommé Salekhard), puis en 1601 l'apparition de Tazovski sur le Taz, ensuite renommée Mangazeïa lorsqu'elle fut déplacée.
En 1613, le cartographe néerlandais Hessel Gerritsz a publié une carte de la Russie, représentant entre autres la région. La carte du gouverneur sibérien Piotr Ivanovitch Godounov (1667) représenta plus en détail la région. En 1698, Semion Remezov dressa une carte de la Sibérie, qu'il publia en 1701.
Les premiers travaux de prospection dans le bassin de l'Ob ont été réalisés par Piotr Gavrilovitch Tchitchagov, qui participa à l'expédition du Bas-Ob (1721-1722), financée par Pierre Ier le Grand. Lors du retour de l'expédition du détachement Dvina-Ob de la Grande expédition du Nord à Saint-Pétersbourg en 1740, Alexeï Skouratov et Stepan Malyguine dressent la première carte relativement précise de la côte maritime entre Arkhangelsk et l'embouchure du fleuve Ob, sur une longueur de plus de 4 000 km. C'est sur cette carte que le nom de « Mer de Kara » apparaît pour la première fois. La superficie calculée de la péninsule de Yamal par l'arpenteur V.M. Selifontov donne une superficie d'environ 122 000 km².

### Période soviétique
Le district autonome est fondé le 10 décembre 1930. En 1933, Obordsk est renommée Salekhard.
La période soviétique a été marquée par la découverte de gisement d'hydrocarbures. Le développement intensif de ceux-ci a commencé dans la seconde moitié du XXe siècle. Cela a transformé un territoire peu peuplé en un centre industriel du nord de la Russie. Alors que l'industrie se développait, de nouvelles villes et de nouveaux villages sont apparus dans la région : le village d'Ourengoï (1966), les villes de Novy Ourengoï (1975), Noïabrsk (1975), Mouravlenko (1984), Goubkinski (1986) et autres.
En 1972, le champ de gaz de Medvejié dans le raïon de Nadym a été connecté à un gazoduc de Nadym à Punga, et en 1978, le gazoduc Ourengoï-Nadym a commencé à fonctionner.

### Depuis 1991
Depuis 1992, conformément à la Constitution russe, la Iamalie est un sujet de la fédération de Russie.
En décembre 2023, l'opposant russe Alexeï Navalny est transféré dans la colonie pénitentiaire n° 3, surnommée « Loup polaire » de la localité de Kharp, en Iamalie. Le 16 février 2024, l'administration pénitentiaire russe annonce la mort d'Alexeï Navalny, à l'âge de 47 ans dans cette prison,.

## Politique et administration

### Autorité et statut
Depuis 1992, conformément à la Constitution russe, la Iamalie est un sujet de la fédération de Russie à part entière, tout en étant faisant partie d'un autre sujet de la Russie, l'oblast de Tioumen. La constitution russe, la Charte de l'oblast de Tioumen et la Charte du district autonome de Iamalo-Nénétsie déterminent les relations entre chacun, tout comme le fait l'accord sur les relations entre les autorités exécutives. de l'oblast de Tioumen, des districts autonomes des Khantys-Mansis et de Iamalo-Nénétsie. Depuis 2000, le territoire est inclus dans le district fédéral de l'Oural, qui a comme chef-lieu Iekaterinbourg.
Le sujet possède son propre gouverneur ainsi que son propre organe législatif, les deux avec un mandat de 5 ans.

### Résultats électoraux
Il est à noter que le gouverneur est élu au scrutin indirect.
| Scrutin                      | 1er tour | 1er tour | 1er tour | 1er tour | 1er tour | 1er tour | 1er tour | 1er tour | 1er tour | 1er tour | 1er tour | 1er tour | 2d tour                  | 2d tour                  | 2d tour                  | 2d tour                  | 2d tour                  | 2d tour                  | 2d tour                  | 2d tour                  |
| Scrutin                      | 1er      | 1er      | %        | 2e       | 2e       | %        | 3e       | 3e       | %        | 4e       | 4e       | %        | 1er                      | %                        | 2e                       | %                        | 3e                       | %                        | 4e                       | %                        |
| ---------------------------- | -------- | -------- | -------- | -------- | -------- | -------- | -------- | -------- | -------- | -------- | -------- | -------- | ------------------------ | ------------------------ | ------------------------ | ------------------------ | ------------------------ | ------------------------ | ------------------------ | ------------------------ |
| Présidentielle 2012          |          | ER       | 84.58    |          | KPRF     | 5.59     |          | LDPR     | 5.21     |          | SE       | 2.33     | Victoire au premier tour | Victoire au premier tour | Victoire au premier tour | Victoire au premier tour | Victoire au premier tour | Victoire au premier tour | Victoire au premier tour | Victoire au premier tour |
| Législative régionale 2015   |          | ER       | 54,41    |          | LDPR     | 23,53    |          | KPRF     | 11,32    |          | SRZP     | 6,04     | Victoire au premier tour | Victoire au premier tour | Victoire au premier tour | Victoire au premier tour | Victoire au premier tour | Victoire au premier tour | Victoire au premier tour | Victoire au premier tour |
| Législatives 2016,           |          | ER       | 67,14    |          | LDPR     | 14,02    |          | KPRF     | 6,86     |          | SRZP     | 4,74     | Tour unique              | Tour unique              | Tour unique              | Tour unique              | Tour unique              | Tour unique              | Tour unique              | Tour unique              |
| Présidentielle 2018          |          | ER       | 85.54    |          | KPRF     | 5.72     |          | LDPR     | 5.70     |          | GRANI    | 0.70     | Victoire au premier tour | Victoire au premier tour | Victoire au premier tour | Victoire au premier tour | Victoire au premier tour | Victoire au premier tour | Victoire au premier tour | Victoire au premier tour |
| Législatives 2021            |          | ER       | 68,92    |          | LDPR     | 13.49    |          | KPRF     | 7.16     |          | SRZP     | 4.04     | Tour unique              | Tour unique              | Tour unique              | Tour unique              | Tour unique              | Tour unique              | Tour unique              | Tour unique              |
| Législatives régionales 2021 |          | ER       | 64,64    |          | LDPR     | 15,31    |          | KPRF     | 8,83     |          | SRZP     | 6,05     | Victoire au premier tour | Victoire au premier tour | Victoire au premier tour | Victoire au premier tour | Victoire au premier tour | Victoire au premier tour | Victoire au premier tour | Victoire au premier tour |
| Présidentielle 2024          |          | ER       | 91.75    |          | LDPR     | 3.37     |          | KPRF     | 2.51     |          | NL       | 1.60     | Victoire au premier tour | Victoire au premier tour | Victoire au premier tour | Victoire au premier tour | Victoire au premier tour | Victoire au premier tour | Victoire au premier tour | Victoire au premier tour |

### Divisions administratives
Le district autonome de Iamalo-Nénétsie comprend 7 okrougs urbains (placées sous la juridiction de l'okroug) et 7 raïons.
| Subdivisions de l'oblast    | Subdivisions de l'oblast | Subdivisions de l'oblast |
| Okrougs urbains             | Okrougs urbains          | Okrougs urbains |
| Ville                       | Nom russe                | Note |
| --------------------------- | ------------------------ | --- |
| Salekhard                   | Салехард                 | Centre administratif |
| Goubkinski                  | Губкинский               | |
| Labytnangui                 | Лабытнанги               | Commune urbaine sous la juridiction de la ville : Kharp (Харп) |
| Mouravlenko                 | Муравленко               | |
| Nadym                       | Надым                    | |
| Novy Ourengoï               | Новый Уренгой            | |
| Noïabrsk                    | Ноябрьск                 | Avec 1 selsoviet sous la juridiction de la ville |
| Raïon                       |                          | |
| Raïon Krasnoselkoupski (en) | Красноселькупский        | Avec 3 selsovets sous la juridiction du raïon. |
| Raïon Nadymski (en)         | Надымский                | - Communes urbaines sous la juridiction du raïon : Pangodi (Пангоды) et Zapolyarni (Заполярный) - Avec 8 selsovets sous la juridiction du raïon.                                     |
| Raïon de l'Oural            | Приуральский             | Avec 6 selsovets sous la juridiction du raïon. |
| Raïon Pourovski (en)        | Пуровский                | - Villes sous la juridiction du raïon : Tarko-Sale (Тарко-Сале) - Commune urbaine sous la juridiction du raïon : Ourengoï (Уренгой) - Avec 5 selsovets sous la juridiction du raïon. |
| Raïon Chourychkarski (en)   | Шурышкарский             | Avec 8 selsovets sous la juridiction du raïon. |
| Raïon Tazovski (en)         | Тазовский                | - Commune urbaine sous la juridiction du raïon : Tazovski (Тазовский) - Avec 4 selsovets sous la juridiction du raïon.                                                               |
| Raïon Iamalski (en)         | Ямальский                | Avec 6 selsovets sous la juridiction du raïon. |

## Population et société

### Démographie

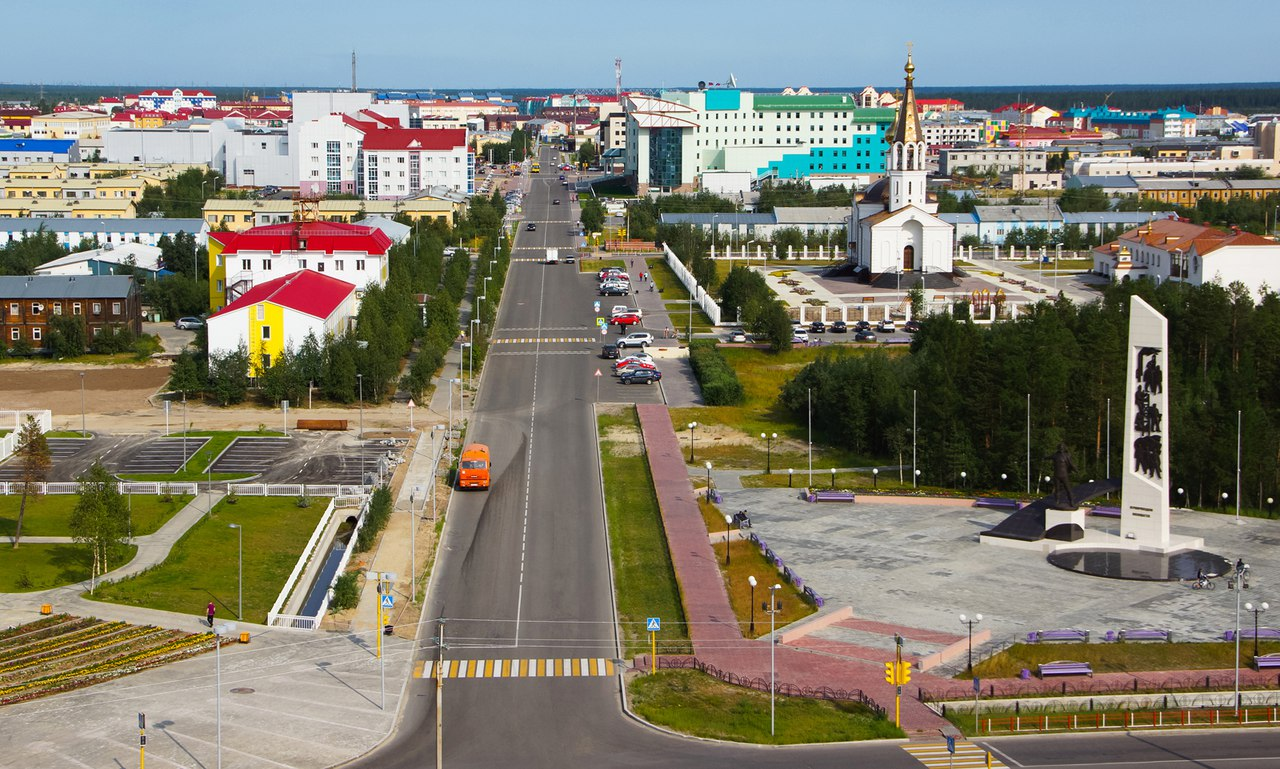
Goubkinski.

Au 1er janvier 2023, la population s'élève à 512 387 personnes dont 78,3 personnes vivant en milieu rural. La densité de population de l'oblast est de 0,7 hab./km2.
Le territoire se caractérise par un niveau élevé d'urbanisation (environ 84 %), avec plus de 40 % de la population vivant dans les seules villes de Novy Ourengoï et Noïabrsk. La plupart des localités ont une population de moins de 3 000 habitants et sont situées le long des rivières et des littoraux.
Recensements (*) ou estimations de la population,:
| 1959   | 1970   | 1979    | 1989    | 2002    |
| ------ | ------ | ------- | ------- | ------- |
| 62 334 | 79 977 | 157 616 | 486 164 | 507 006 |

| 2016    | 2022    | 2023    | - | - |
| ------- | ------- | ------- | - | - |
| 534 104 | 511 244 | 512 387 | - | - |

| Année | Fécondité | Fécondité urbaine | Fécondité rurale |
| ----- | --------- | ----------------- | ---------------- |
| 1993  | 1,66      | 1,52              | 2,38             |
| 1994  | 1,73      | 1,56              | 2,69             |
| 1995  | 1,66      | 1,50              | 2,54             |
| 1996  | 1,54      | 1,40              | 2,32             |
| 1997  | 1,49      | 1,37              | 2,20             |
| 1998  | 1,51      | 1,38              | 2,27             |
| 1999  | 1,44      | 1,32              | 2,13             |
| 2000  | 1,38      | 1,25              | 2,11             |
| 2001  | 1,51      | 1,38              | 2,24             |
| 2002  | 1,55      | 1,44              | 2,20             |
| 2003  | 1,67      | 1,56              | 2,26             |
| 2004  | 1,65      | 1,52              | 2,37             |
| 2005  | 1,57      | 1,47              | 2,18             |
| 2006  | 1,50      | 1,37              | 2,25             |
| 2007  | 1,61      | 1,47              | 2,47             |
| 2008  | 1,65      | 1,49              | 2,60             |
| 2009  | 1,74      | 1,57              | 2,75             |
| 2010  | 1,78      | 1,64              | 2,63             |
| 2011  | 1,84      | 1,68              | 2,70             |
| 2012  | 2,05      | 1,89              | 2,92             |
| 2013  | 2,09      | 1,89              | 3,19             |
| 2014  | 2,19      | 2,00              | 3,19             |
| 2015  | 2,19      | 1,99              | 3,20             |
| 2016  | 2,08      | 1,91              | 2,93             |
| 2017  | 1,95      | 1,77              | 2,83             |

### Composition ethnique

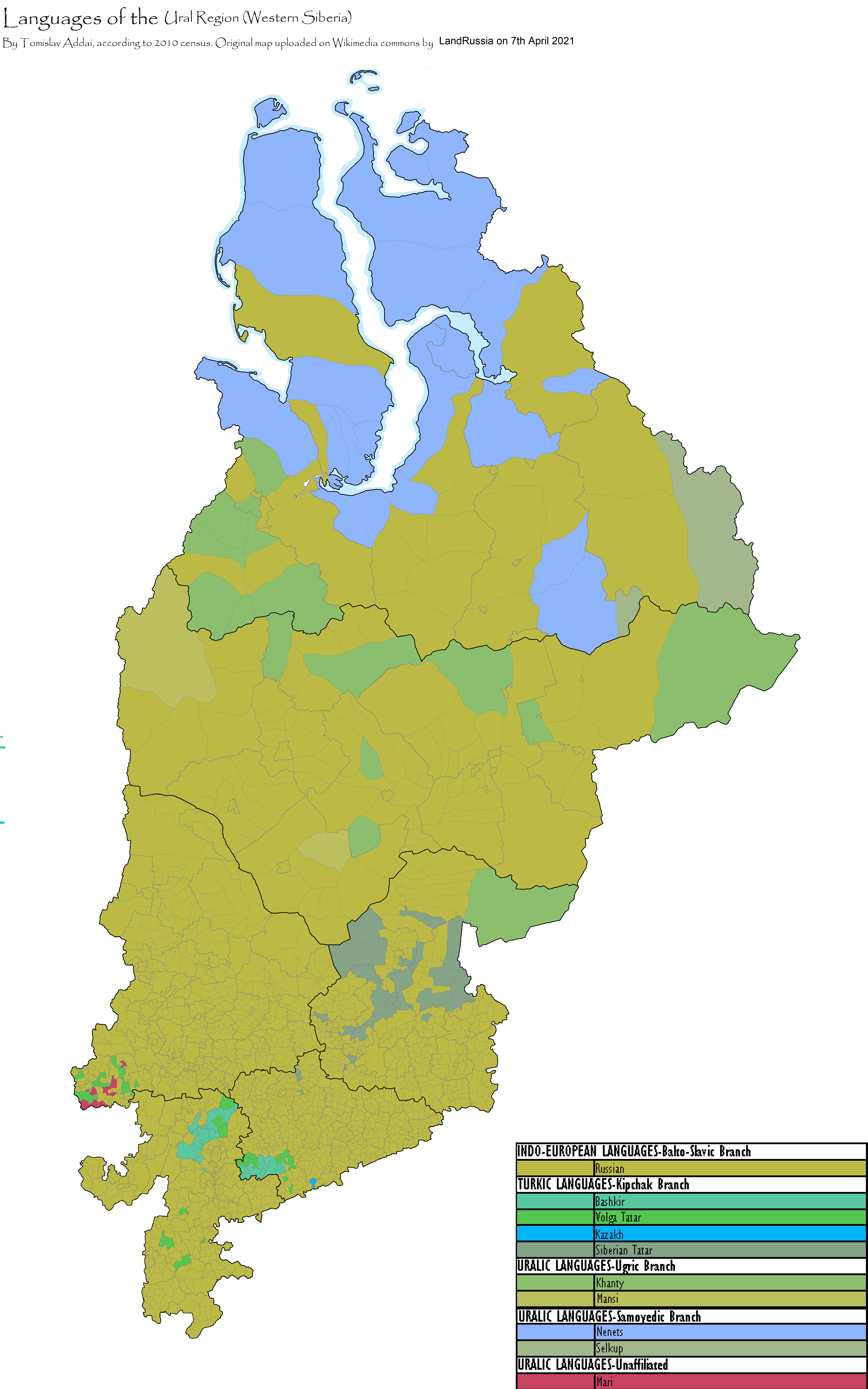
Ethnie majoritaire dans l'Oural par raïon ou équivalent. La Iamalie est la zone en haut de la carte.

La Iamalie est la terre historique de certains petits peuples du Nord, avec les Nénètses, les Khantys, les Mansis et les Selkoupes.
| Population (2002) | Ethnie      | Pourcentage de la population totale |
| ----------------- | ----------- | ----------------------------------- |
| 298 359           | Russes      | 58,9 %                              |
| 66 080            | Ukrainiens  | 13,03 %                             |
| 27 734            | Tatars      | 5,47 %                              |
| 26 435            | Nénètses    | 5,21 %                              |
| 8 989             | Biélorusses | 1,77 %                              |
| 8 760             | Khantys     | 1,76 %                              |
| 8 353             | Azéris      | 1,6 %                               |
| 7 932             | Bachkirs    | 1,56 %                              |
| 6 977             | Komis       | 1,22 %                              |
| 5 400             | Moldaves    | 1,07 %                              |

### Criminalité
En 2021, le taux de criminalité pour 100 000 habitants est en Iamalie de 1 391 crimes, ce qui est comparable à la moyenne russe (1 379,2). Le taux de criminalité diminue dans la région.

### Religion
Religions de Iamalie (2012)
- Russe orthodoxe (42 %)
- Islam (17 %)
- Athéisme et Irréligion (8 %)
- Christianisme non affilié (14 %)
- Orthodoxe mais non affilié au patriarcat de Moscou ni vieux-croyant (1 %)
- Spirituel mais non religieux (14 %)
- autres et non déclarés (4 %)

Différentes religions sont pratiquées en Iamalie. La principale religion, selon l'enquête de 2012, est la religion orthodoxe russe, avec 42 % d'adeptes. S'ensuivent les musulmans avec 17 %, les chrétiens non affiliés avec 14 % de fidèles dans la population puis les orthodoxes non affiliés à Moscou ni aux vieux-croyants avec 1 %. Il y a aussi une partie de la population qui se considère spirituelle mais non religieuse (14 %) et athée avec 8 %. Enfin, 4 % de la population n'avait ni déclaré leur foi ni déclaré être adeptes d'une autre religion minoritaires.

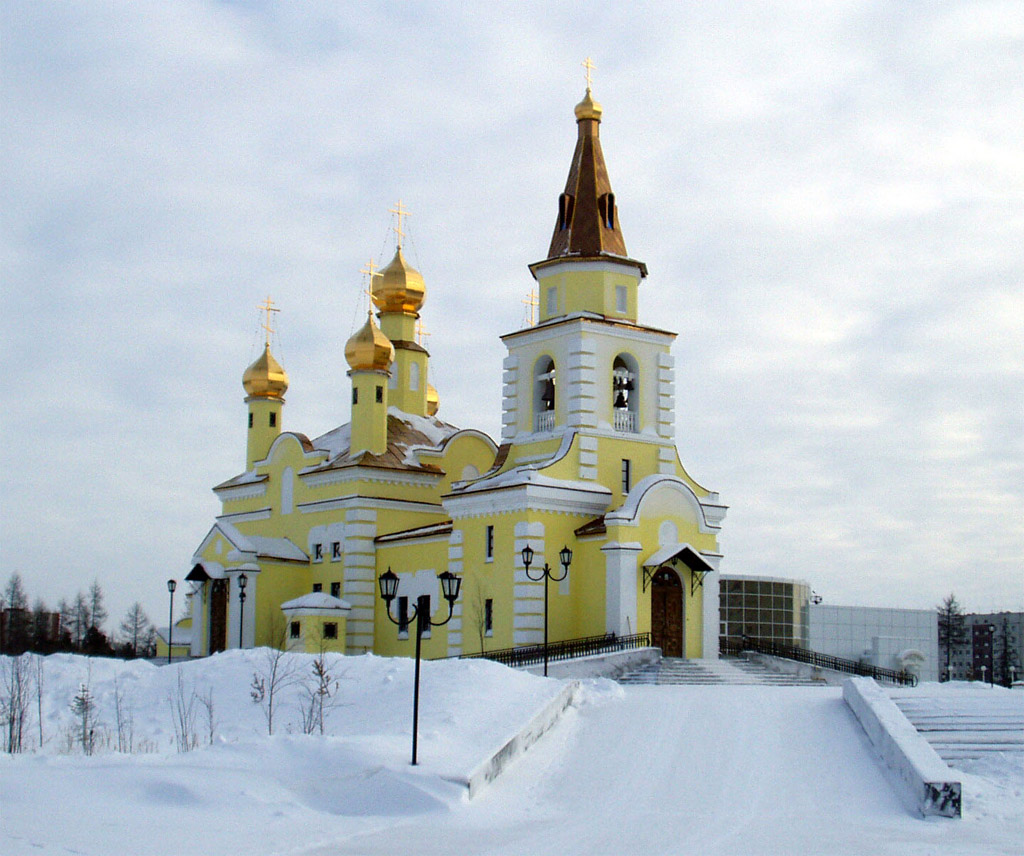
Église Saint-Nicolas de Nadym.

### Enseignement
Dans le système d'éducation préscolaire, il existe 177 organismes fréquentés par 39 000 enfants. Le réseau d'enseignement général est représenté par 130 organismes (dont 5 gymnasiums, 7 écoles avec étude approfondie de diverses matières, 1 lycée, 1 école des cadets, 2 gymnasiums orthodoxes privés dans les villes de Noïabrsk et Novy Ourengoï).

### Sports
La Iamalie recense plus de 1 300 installations sportives sur son territoire, dont 464 gymnases, 60 piscines, 38 complexes de ski, 24 champs de tir, 16 patinoires couvertes, ainsi que plus de 770 autres installations sportives. Plus de 800 organisations sont impliqués dans le sport en Iamalie, et 120 000 personnes pratiquent divers sports dans la région.

## Environnement

### Faune et flore

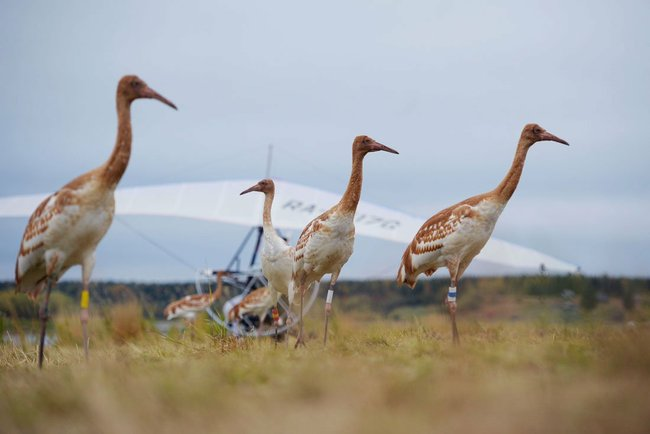
Grue de Sibérie avant de voler pour l'hiver dans le cadre du programme Flight of Hope.

En 2022, 346 espèces animales ont été recensées sur le territoire du district, parmi lesquelles se trouvent des écureuils, des hermines, des lièvres, des wapitis, des renards, des zibelines ou encore des tétras-lyres et des perdrixs des neiges.
Le territoire contient en 2021 34 espèces fauniques inscrites dans les Livres rouges de Russie et de Iamalie, ainsi que 57 espèces de la flore qui y sont incluses.
La biodiversité de la Iamalie est fortement influencée par les latitudes. Du nord au sud se trouvent successivement la toundra, la toundra forestière et la taïga. La superficie totale des terres sur lesquelles se trouvent des forêts est en 2022 de 32 321,4 mille hectares.

### Aires protégées

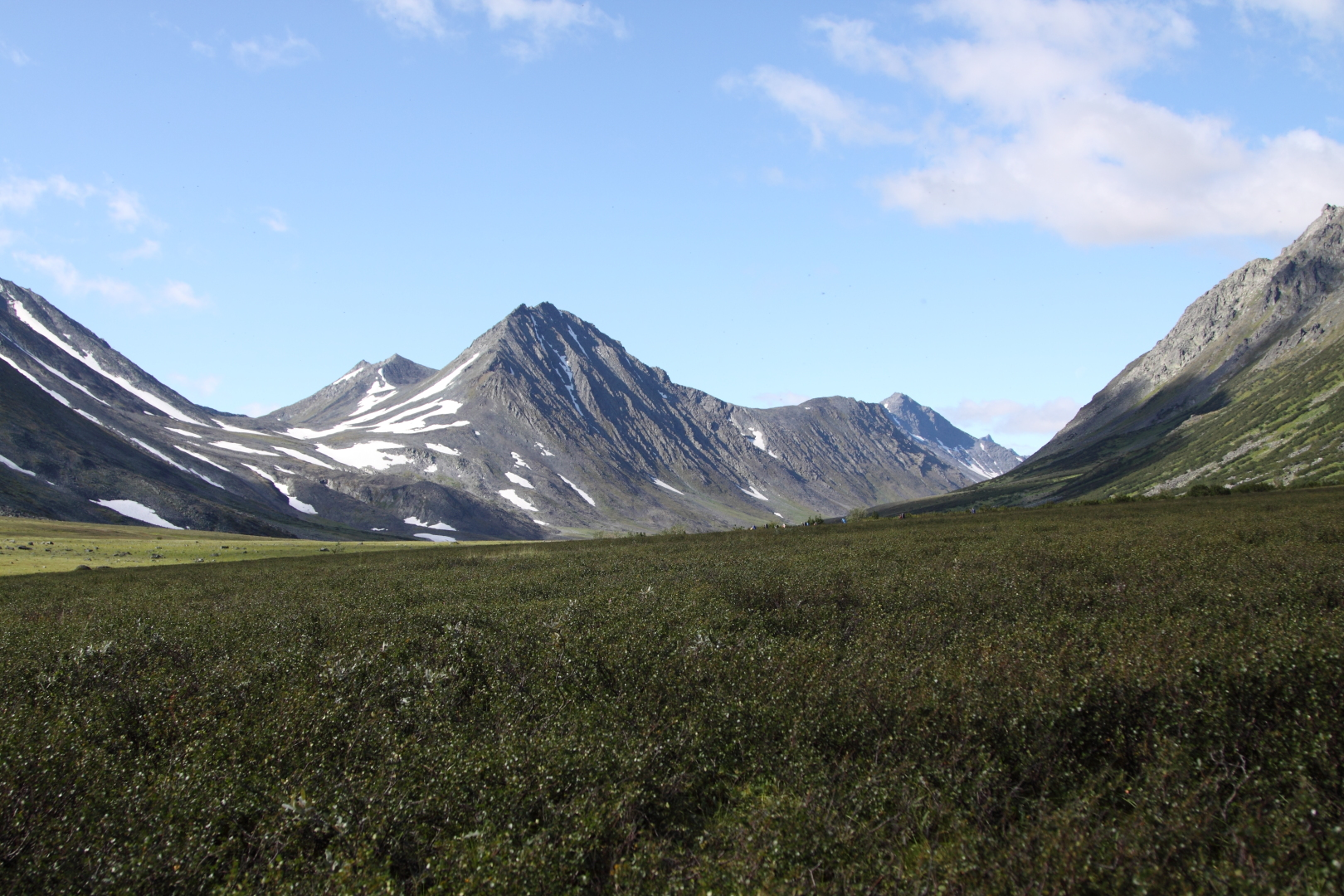
Réserve de Gornokhadatinski dans l'Oural polaire.

Fin 2022, la superficie des aires protégées d'importance régionale et locale a augmenté de 755 851 hectares par rapport à 2021 et s'élève à 7 243 909 hectares, tandis que la superficie des aires protégées d'importance fédérale s'élève à 1 509 500 hectares. En 2021, la Iamalie possède 2 aires protégées d'importance fédérale et 2 aires protégées d'importance régionale, occupant 10,8 % de la superficie du territoire.

### Pollution
Le volume total des émissions de polluants atmosphériques en 2022 s'élevait à 1 056,2 milliers de tonnes, soit une augmentation de 8,7 % par rapport à 2021. Les émissions du transport routier se sont élevées à 20,8 mille tonnes, soit 2,3 % de moins par rapport à 2021 et 3,7 fois moins par rapport au niveau de 2013. Les émissions des sources fixes se sont élevées à 1 031,9 milliers de tonnes, augmentant de 8,8 % par rapport aux indicateurs de 2021, et de 37,4 % par rapport à 2013.

## Économie
En 2021, le produit intérieur brut de l'oblast s'élevait à 4 161,5 milliards de roubles, soit le 5e des 85 sujets russes, compris entre le district autonome des Khants et des Mansis au-dessus et le Tatarstan en dessous. Le PIB par habitant était lui de 7 572 400 roubles, faisant d'elle le deuxième sujet le plus riche du pays,, seulement devancée par la Nénétsie avec un niveau de vie comparable à l'Irlande. Son PIB est dix fois plus important que la moyenne russe.
Du fait de sa richesse, la région fournit plus de 10 % des recettes au budget fédéral.

### Hydrocrabures

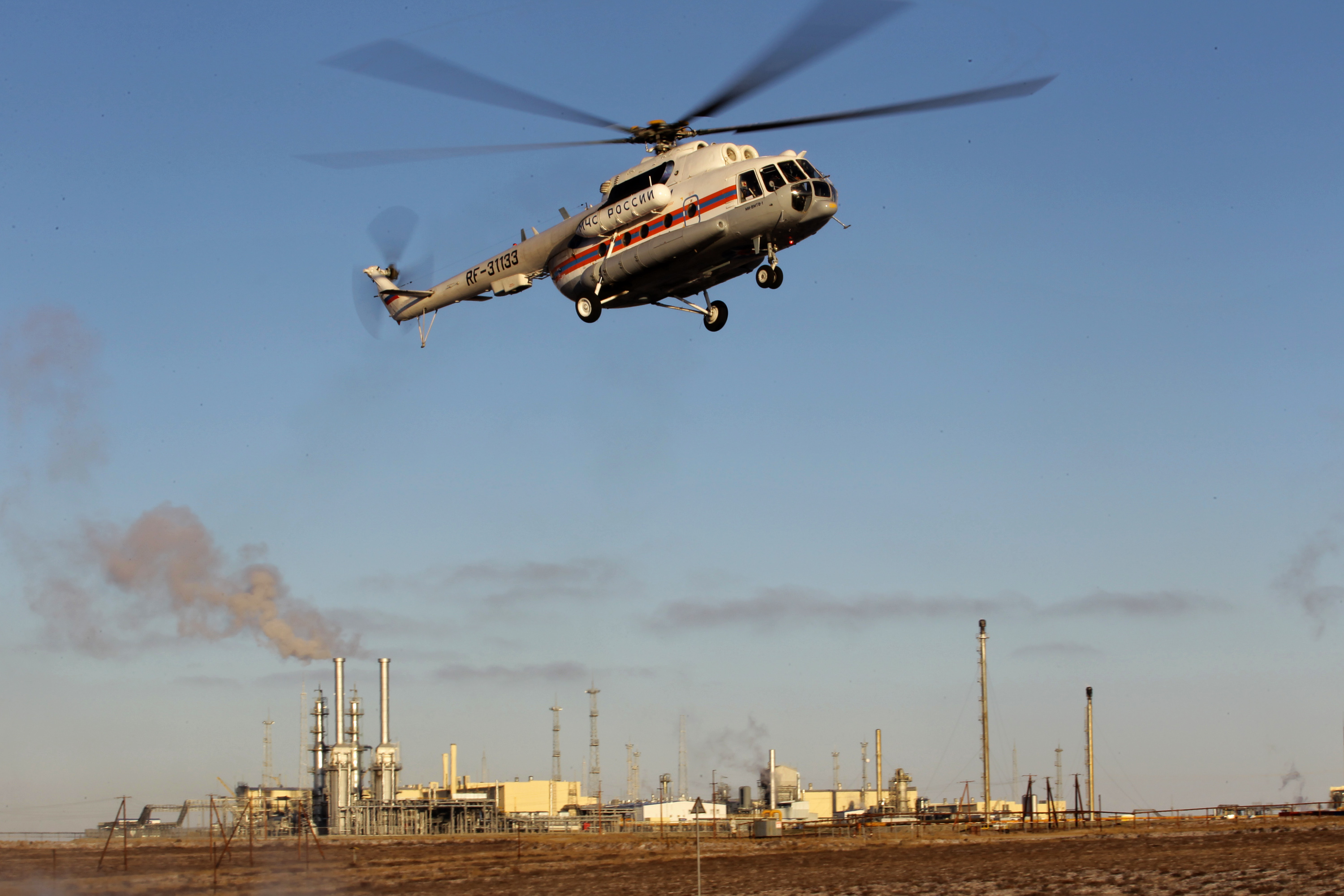
Champ de gaz de Iourkharovskoïe.

La principale activité économique est l'extraction de gaz naturel et de pétrole, dans la région de Noïabrsk, où la compagnie pétrolière Gazprom Neft de l'ex-oligarque Roman Abramovitch exploite des gisements. La péninsule de Yamal recèle plusieurs des plus grosses poches de gaz actuellement connues ; quant à la région, elle renferme environ 80 % des réserves de gaz et 12 % des réserves de pétrole disponibles de Russie, qui sont exploitées depuis quelques années par le groupe Gazprom.
La production de pétrole et de gaz est une industrie d'importance systémique : plus de 70 % du PIB régional, 97 % de la production industrielle totale et 70 % des recettes budgétaires de la Iamalie sont assurés par ces activités. Selon Novatek du 22 octobre 2019, les réserves de gaz naturel de Iamalie représentent 80 % du gaz russe (un sixième de la production mondial) et 15 % de l'approvisionnement mondial en gaz naturel. Elle représente aussi plus de plus de 60 % de la production russe de GNL.
Au 1er janvier 2020, le district autonome recensait 238 gisements d'hydrocarbures. Les réserves de gaz libres, s'élèvent à 48 600 milliards de m3, et les hydrocarbures liquides représentent 7,2 milliards de tonnes.

### Énergie
Le système électrique de Iamalie fait partie du système énergétique unifié, est connecté au système électrique des Khanty-Mansis, et alimente en électricité les villes de Salekhard, Novy Ourengoï, Noïabrsk, Goubkinski, Mouravlenko, Tarko-Sale, Nadym et certaines parties des raïons de Pourovsk et de Nadym. Le réseau comprend 12 centrales électriques principales d'une capacité totale installée de 1 033 MW.

### Secteur primaire
Les activités traditionnelles de la population indigène sont l'élevage du renne, la chasse et la pêche ; elles ont été très affectées par la prospection pétrolière et gazière, les exploitants ayant affermé de vastes territoires, et détruit ou fragmenté beaucoup de prairies. Environ 70 % des catastrophes industrielles de Russie ont été signalées dans les districts autonomes de Khantys-Mansis et de Iamalie, où 60 % du pétrole est extrait[réf. souhaitée]. C'est pourquoi l'élevage s'intensifie dans les espaces encore épargnés ; comme il y a près de 700 000 rennes, la végétation de la toundra est dévastée par le bétail : d'après les chercheurs, en 2018, « 6 % de la Toundra  a été désherbée. »
Le volume des produits agricoles est de 2,7 à 2,8 milliards de roubles en moyenne par an. Environ 2 000 tonnes de viande de cerf sont produites chaque année. La région possède le plus grand cheptel de rennes domestiques au monde, avec plus de 650 000 têtes.
L'un des secteurs importants du secteur primaire en Iamalie est la pêche. Les principales espèces commerciales pêchées dans la région sont : la brème, le brochet, le carassin, le corégone, la grémille, le gardon, l'omoul, la lotte et la perche entre autres. En particulier, près d'un cinquième des prises de corégone en Russe sont capturées en Iamalie.

### Tourisme
Depuis 2015, le flux touristique a augmenté de 94 % en Iamalie et a atteint en 2019 176 500 personnes. Les principaux points d'attraction pour les touristes sont la ville de Salekhard, le raïon de l'Oural et la ville de Novy Ourengoï.

## Culture locale et patrimoine
Le mode de vie traditionnel des petits peuples du Nord est encore préservé, dont les principales activités sont la pêche, l'élevage du renne et la chasse.
Grâce à ses champs de pétrole et de gaz, la région est aujourd'hui le bassin industriel le plus septentrional de Russie. Par l'apport de liquidités, il s'est dotée d'infrastructures culturelles et touristiques modernes, qui mettent en valeur les espaces naturels encore intacts ainsi que les traditions des peuples indigènes.